# Emil Geyer

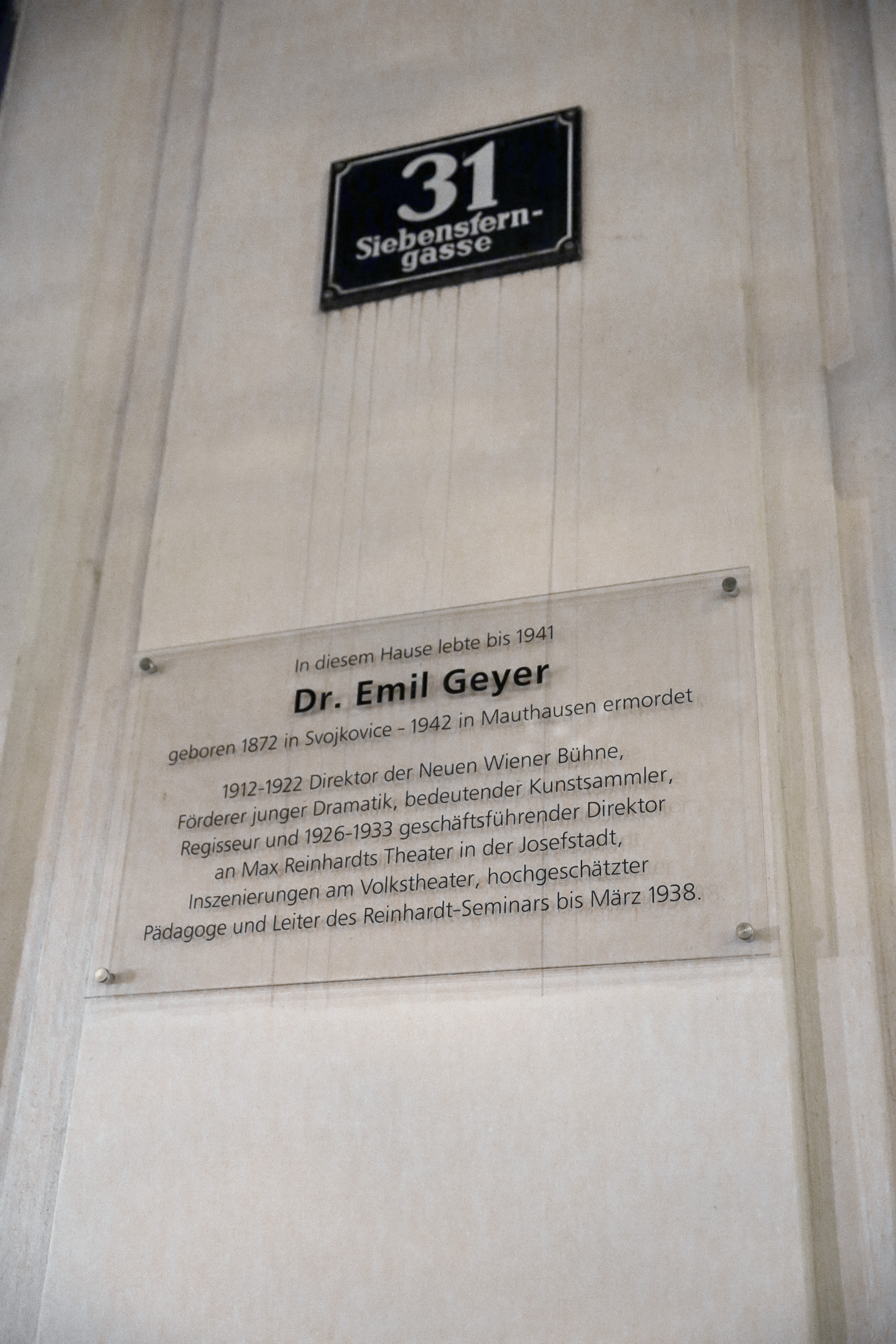
Gedenktafel für Emil Geyer in Wien-Neubau

Emil Geyer, eigentlich Emil Goldmann (* 29. November 1872 in Swoikowitz; † 12. Oktober 1942 im KZ Mauthausen) war ein österreichischer Theaterregisseur, Intendant und Kunstsammler.

## Leben
Emil Geyer arbeitete in Göttingen, Aachen, Mainz und Bochum und kam 1907 nach Berlin, wo er Max Reinhardt kennenlernte. 1912 ging er nach Wien und übernahm 1913 bis 1925 als Intendant die Neue Wiener Bühne, in der er neben Unterhaltungsstücken vor allem expressionistische Dramatik auf den Spielplan setzte, womit das Theater den Ruf einer fortschrittlichen literarischen Bühne erlangte. Max Reinhardt betraute ihn mit der Direktionsleitung für das Josefstädter Theater, die er von 1926 bis 1933 innehatte. 1935/1936 war er Spielleiter am Deutschen Volkstheater und lehrte am Max-Reinhardt-Seminar. Er arbeitete im Kreis der Blätter für die Kunst mit. Geyers Kunstsammlung, die in der NS-Zeit enteignet wurde, enthielt unter anderem Gemälde von Egon Schiele, Paul Signac, Wassily Kandinsky und Max Pechstein.
Er verzichtete auf die Emigration und wurde im KZ Mauthausen am 12. Oktober 1942 erschossen.